# Pararistolochia linearifolia
Pararistolochia linearifolia är en piprankeväxtart som beskrevs av Michael J. Parsons. Pararistolochia linearifolia ingår i släktet Pararistolochia och familjen piprankeväxter. Inga underarter finns listade i Catalogue of Life.